# Pnigalio nemati
Pnigalio nemati är en stekelart som först beskrevs av John Obadiah Westwood 1838.  Pnigalio nemati ingår i släktet Pnigalio och familjen finglanssteklar. Arten är reproducerande i Sverige. Inga underarter finns listade i Catalogue of Life.